# Lytorhynchus diadema
Lytorhynchus diadema är en ormart som beskrevs av Duméril, Bibron och Duméril 1854. Lytorhynchus diadema ingår i släktet Lytorhynchus och familjen snokar.
Denna orm förekommer i norra Afrika i och kring Sahara, på Arabiska halvön och fram till västra Iran. Den lever i låglandet och i bergstrakter upp till 2000 meter över havet. Habitatet varierar mellan sandöknar, sanddyner nära havet, gräsmarker och områden med lera samt glest fördelad växtlighet. Individerna gräver i det översta jordlagret men de håller oftast till på markytan. Lytorhynchus diadema är nattaktiv och har ödlor samt groddjur som föda. Honor lägger tre till fem ägg per tillfälle.
Regionalt påverkas beståndet negativt av intensiv brukade betesmarker och av terrängbilskörning. I Egypten fångas flera exemplar och säljs som terrariedjur. Hela populationen anses vara stabil. IUCN listar arten som livskraftig (LC).

## Underarter
Arten delas in i följande underarter:
- L. d. gaddi
- L. d. diadema
- L. d. kennedyi
- L. d. arabicus
- L. d. mesopotamicus